# Morenci (Arizona)
Morenci é uma Região censo-designada localizada no estado americano de Arizona, no Condado de Greenlee.

## Demografia
Segundo o censo americano de 2000, a sua população era de 1879 habitantes.

## Geografia
De acordo com o United States Census Bureau, a localidade tem uma área de 2,1 km², sem área coberta por água.

## Localidades na vizinhança
O diagrama seguinte representa as localidades num raio de 56 km ao redor de Morenci.